# Вершков Петро Панасович
Петро Панасович Вершков (1906, село Ненароковка Аткарського повіту Саратовської губернії, тепер Саратовської області, Російська Федерація — розстріляний 25 лютого 1939, місто Москва) — радянський діяч, 1-й секретар Саратовського обкому ВКП(б), секретар ЦК ВЛКСМ. Член Бюро ЦК ВЛКСМ з 11 березня 1934 по 15 вересня 1938 року. Член ЦВК Закавказької РФСР, член ВЦВК 16-го скликання. Депутат Верховної Ради СРСР 1-го скликання (1937—1938).

## Біографія
Народився в селянській родині. Батько у 1910 році переїхав до міста Саратова, де до 1912 року працював сторожем лісового складу. Батько помер у 1912 році. Мати з 1912 по 1921 рік працювала робітницею Саратовського вагоноремонтного заводу Рязано-Уральської залізниці.
Петро Вершков з 1912 по 1915 рік навчався в початковій школі міста Саратова, закінчив три класи. З чотирнадцятирічного віку працював у лісовій промисловості. Потім навчався в ремісничому училищі. У 1922 році вступив до комсомолу.
У 1922—1924 роках — учень та голова учнівського комітету школи фабрично-заводського учнівства майстерень Рязано-Уральської залізниці в Саратові, здобув спеціальність слюсаря.
З 1924 року працював економічним робітником та завідувачем відділу Октябрського районного комітету РЛКСМ міста Саратова. У 1924—1926 роках — відповідальний секретар 1-го (Октябрського) районного комітету РЛКСМ міста Саратова.
Член РКП(б) з 1925 року.
У березні 1926 — вересні 1928 року — відповідальний секретар Саратовського губернського комітету ВЛКСМ. У 1928 — квітні 1929 року — відповідальний секретар Саратовського окружного комітету ВЛКСМ.
У 1929—1931 роках — заступник завідувача організаційного відділу ЦК ВЛКСМ; завідувач відділу пропаганди ЦК ВЛКСМ.
У січні 1931 — березні 1933 року — секретар Закавказького крайового комітету ВЛКСМ.
У березні 1933 — березні 1934 року — завідувач організаційного відділу ЦК ВЛКСМ.
11 березня 1934 — 15 вересня 1938 року — секретар ЦК ВЛКСМ.
14 травня — липень 1938 року — в.о. 1-го секретаря Саратовського обласного комітету ВКП(б). У липні — 30 листопада 1938 року — 1-й секретар Саратовського обласного комітету ВКП(б).
23 листопада 1938 року заарештований органами НКВС. 25 лютого 1939 року засуджений Військовою колегією Верховного суду СРСР до страти. Розстріляний того ж дня.
1 лютого 1956 року реабілітований постановою Військової колегії Верховного суду СРСР, посмертно відновлений в КПРС.